# Semaeopus scriptilinea
Semaeopus scriptilinea är en fjärilsart som beskrevs av William Schaus 1912. Semaeopus scriptilinea ingår i släktet Semaeopus och familjen mätare. Inga underarter finns listade i Catalogue of Life.